# Olympische Sommerspiele 1992/Leichtathletik – Marathon (Männer)

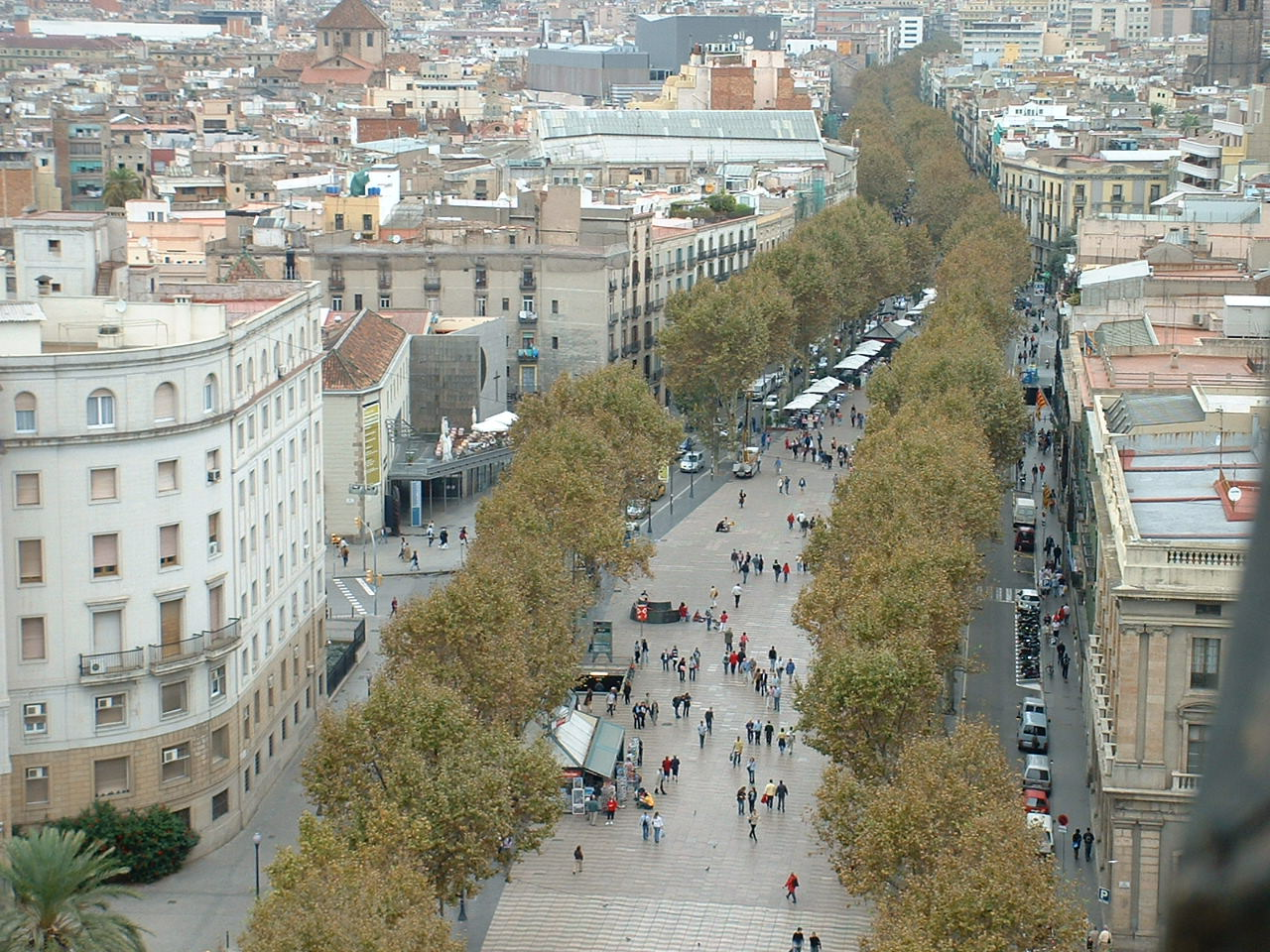
Die Promenade La Rambla in Barcelona im Jahr 2004

Der Marathonlauf der Männer bei den Olympischen Spielen 1992 in Barcelona wurde am 9. August 1992 ausgetragen. 110 Athleten nahmen teil, von denen 87 das Ziel im Olympiastadion Barcelona erreichten.
Olympiasieger wurde der Südkoreaner Hwang Young-cho. Er gewann vor dem Japaner Kōichi Morishita und dem Deutschen Stephan Freigang.
Für Deutschland ging neben Medaillengewinner Freigang Konrad Dobler an den Start. Er beendete das Rennen auf Platz 49.

Der Schweizer Daniel Böltz erreichte Platz 55, der Österreicher Helmut Schmuck Rang 47 und der Liechtensteiner Roland Wille wurde 68.

## Aktuelle Titelträger
| Olympiasieger 1988                      | Gelindo Bordin ( Italien)                    | 2:10:32 h                                    | Seoul 1988                                   |
| Weltmeister 1991                        | Hiromi Taniguchi ( Japan)                    | 2:14:57 h                                    | Tokio 1991                                   |
| Europameister 1990                      | Gelindo Bordin ( Italien)                    | 2:14:02 h                                    | Split 1990                                   |
| Panamerikanischer Meister 1991          | Ignacio Alberto Cuba ( Kuba)                 | 2:19:27 h                                    | Havanna 1991                                 |
| Zentralamerika und Karibik-Meister 1991 | Marathonlauf nicht im Meisterschaftsprogramm | Marathonlauf nicht im Meisterschaftsprogramm | Marathonlauf nicht im Meisterschaftsprogramm |
| Südamerika-Meister 1991                 | Joseildo Rocha ( Brasilien)                  | 2:33:22 h                                    | Manaus 1991                                  |
| Asienmeister 1991                       | Marathonlauf nicht im Meisterschaftsprogramm | Marathonlauf nicht im Meisterschaftsprogramm | Marathonlauf nicht im Meisterschaftsprogramm |
| Afrikameister 1992                      | Marathonlauf nicht im Meisterschaftsprogramm | Marathonlauf nicht im Meisterschaftsprogramm | Marathonlauf nicht im Meisterschaftsprogramm |
| Ozeanienmeister 1990                    | Grant McEwen ( Neuseeland)                   | 2:30:31 h                                    | Suva 1990                                    |

## Bestehende Rekorde/Bestleistungen
Offizielle Rekorde wurden damals in dieser Disziplin außer bei Meisterschaften und Olympischen Spielen aufgrund der unterschiedlichen Streckenbeschaffenheiten nicht geführt.
| Weltbestzeit       | 2:06:50 h | Belayneh Dinsamo ( Äthiopien) | Rotterdam, Niederlande        | 17. April 1988  |
| Olympischer Rekord | 2:09:21 h | Carlos Lopes ( Portugal)      | Marathon von Los Angeles, USA | 12. August 1984 |

Der bestehende olympische Rekord wurde bei diesen Spielen nicht erreicht. Der südkoreanische Olympiasieger Hwang Young-cho blieb mit seinen 2:13:23 h um 4:02 min über diesem Rekord. Zur Weltbestzeit fehlten ihm 6:33 min.

## Streckenführung
Das Rennen wurde in der Stadt Mataró ca. dreißig Kilometer nordöstlich von Barcelona gestartet. Die Strecke führte über die gesperrte Autobahn N II nach Südwesten. Zunächst passierte die Route die Städte Vilassar de Mar, Premià de Mar, El Masnou und Montgat. Über die B-500 ging es weiter nach Badalona und Sant Adrià de Besòs und über die C-31 wurde die Stadt Barcelona im Stadtbezirk Sant Martí erreicht. Nun führte der Weg an einigen der Sehenswürdigkeiten der Stadt wie z. B. der Basilika Sagrada Família, dem Boulevard Passeig de Gràcia und der Promenade La Rambla vorbei. Die letzten Kilometer ging es bergauf zum Olympiastadion am Montjuïc. Der Höhenunterschied betrug ca. 150 Meter. Im Stadion lag nach einer Runde auf der Laufbahn das Ziel.

## Ergebnis und Rennverlauf
Datum: 9. August 1992, 18.30 Uhr Ortszeit (MESZ)

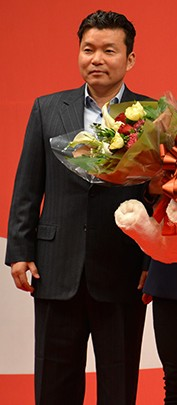
Olympiasieger
Hwang Young-cho
(hier im Jahr 2015)

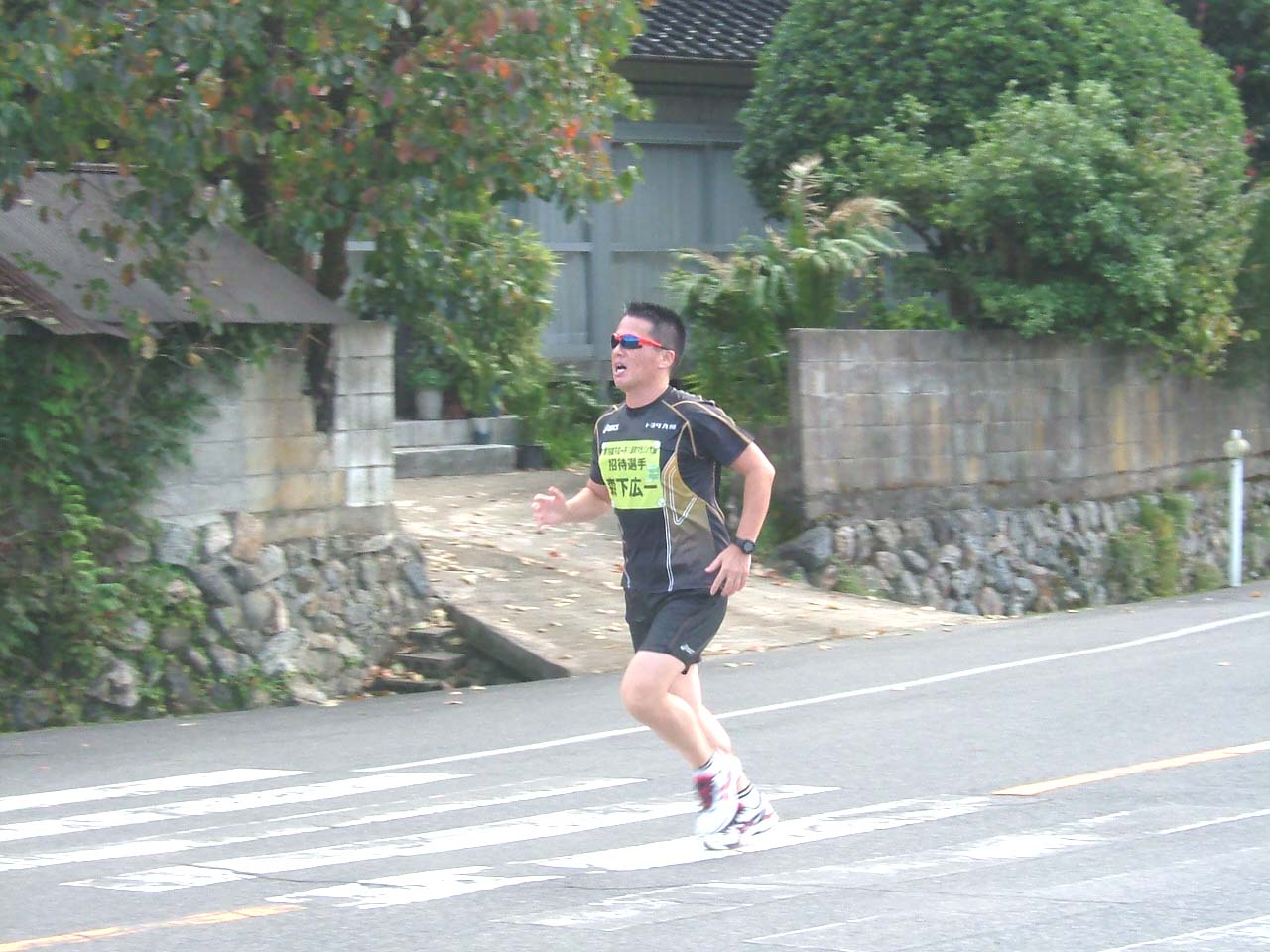
Silbermedaillengewinner Kōichi Morishita (Foto: 2018)

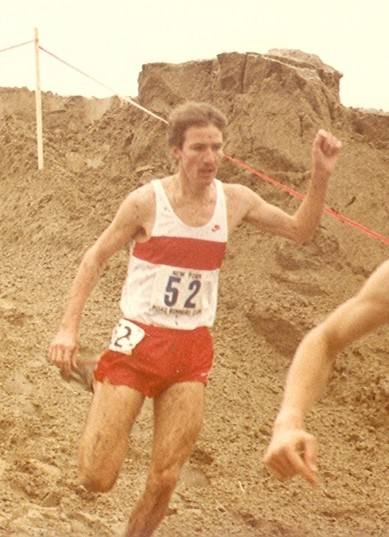
Ed Eyestone (hier bei einem Crosslauf) belegte Platz dreizehn

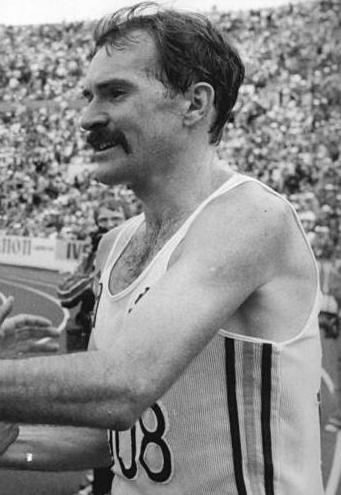
Robert de Castella – Rang 26

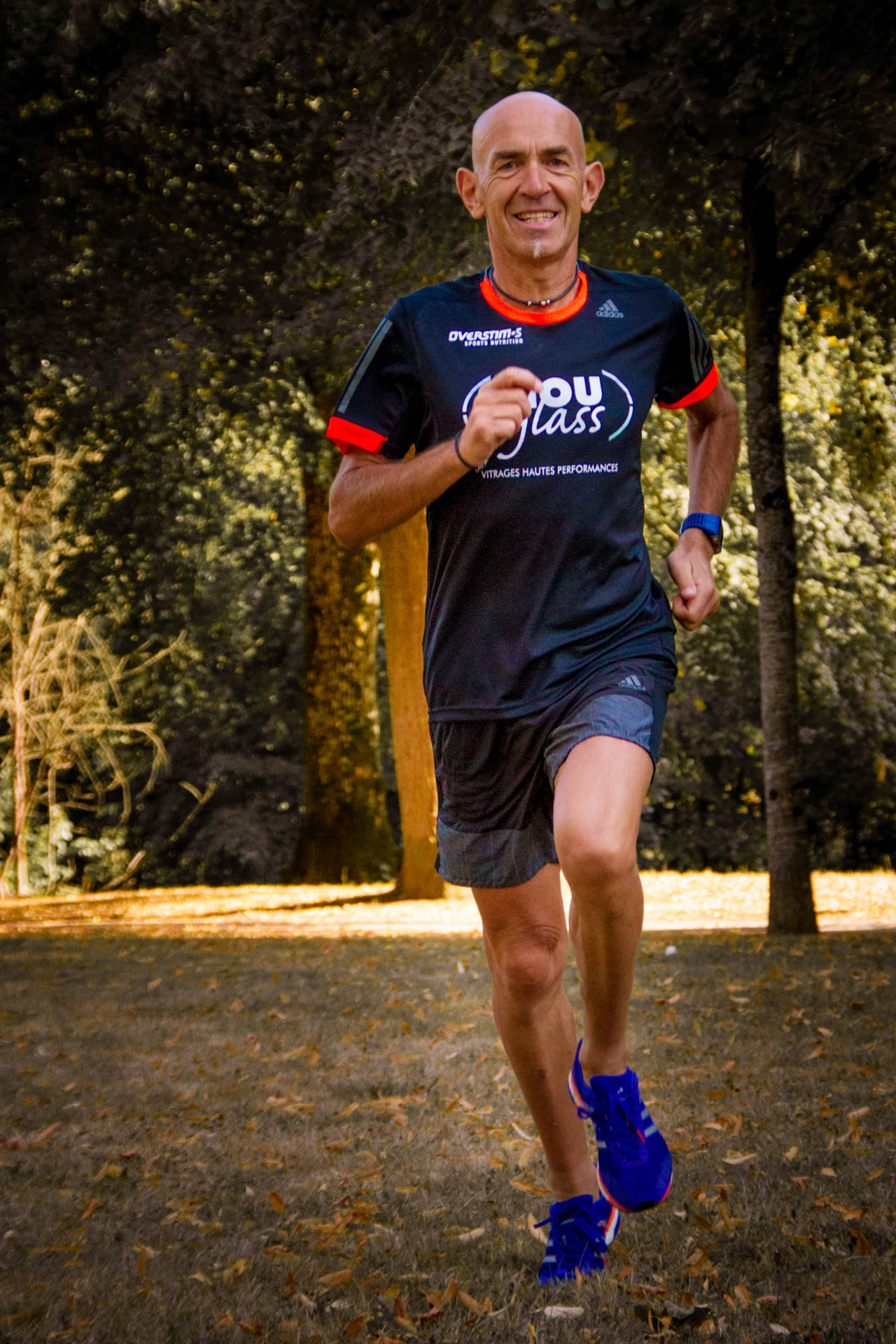
Dominique Chauvelier (hier im Jahr 2015) kam auf Platz 31

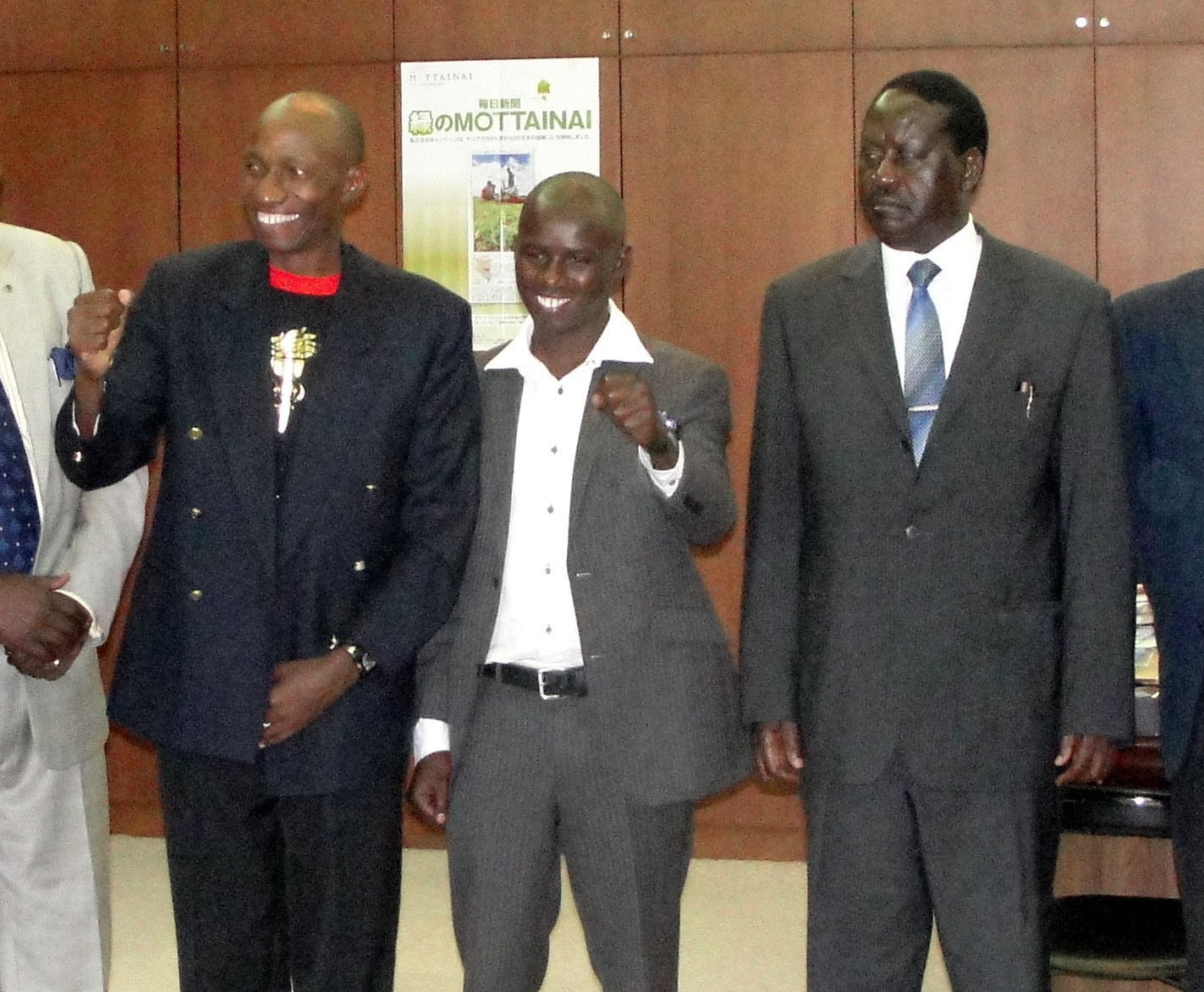
Douglas Wakiihuri (links, im Jahr 2011) Rang 36

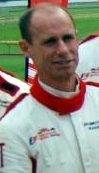
Steve Moneghetti wurde 48.

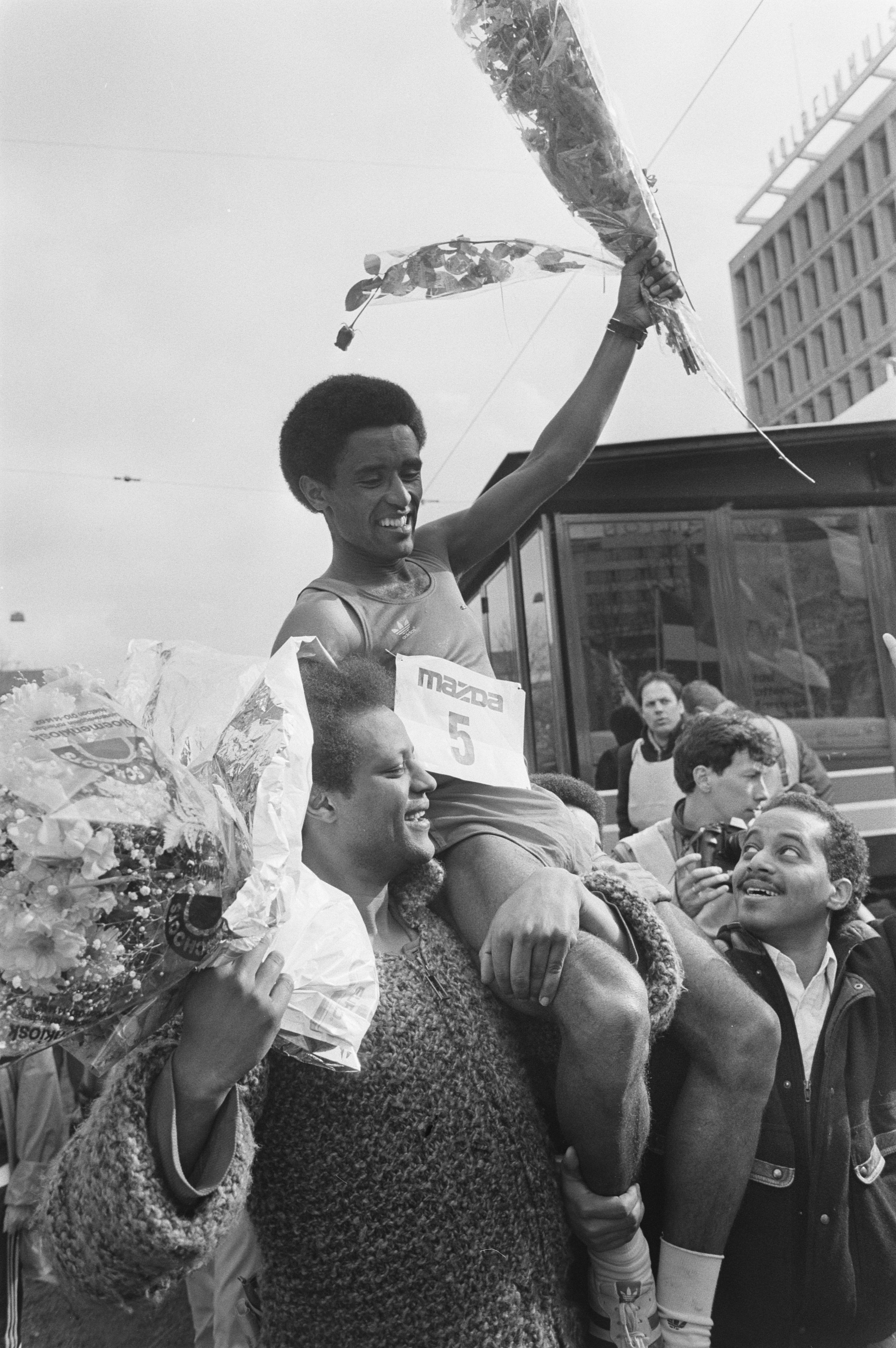
Abebe Mekonnen (hier bei seinem Sieg in Rotterdam 1986) gab das Rennen auf

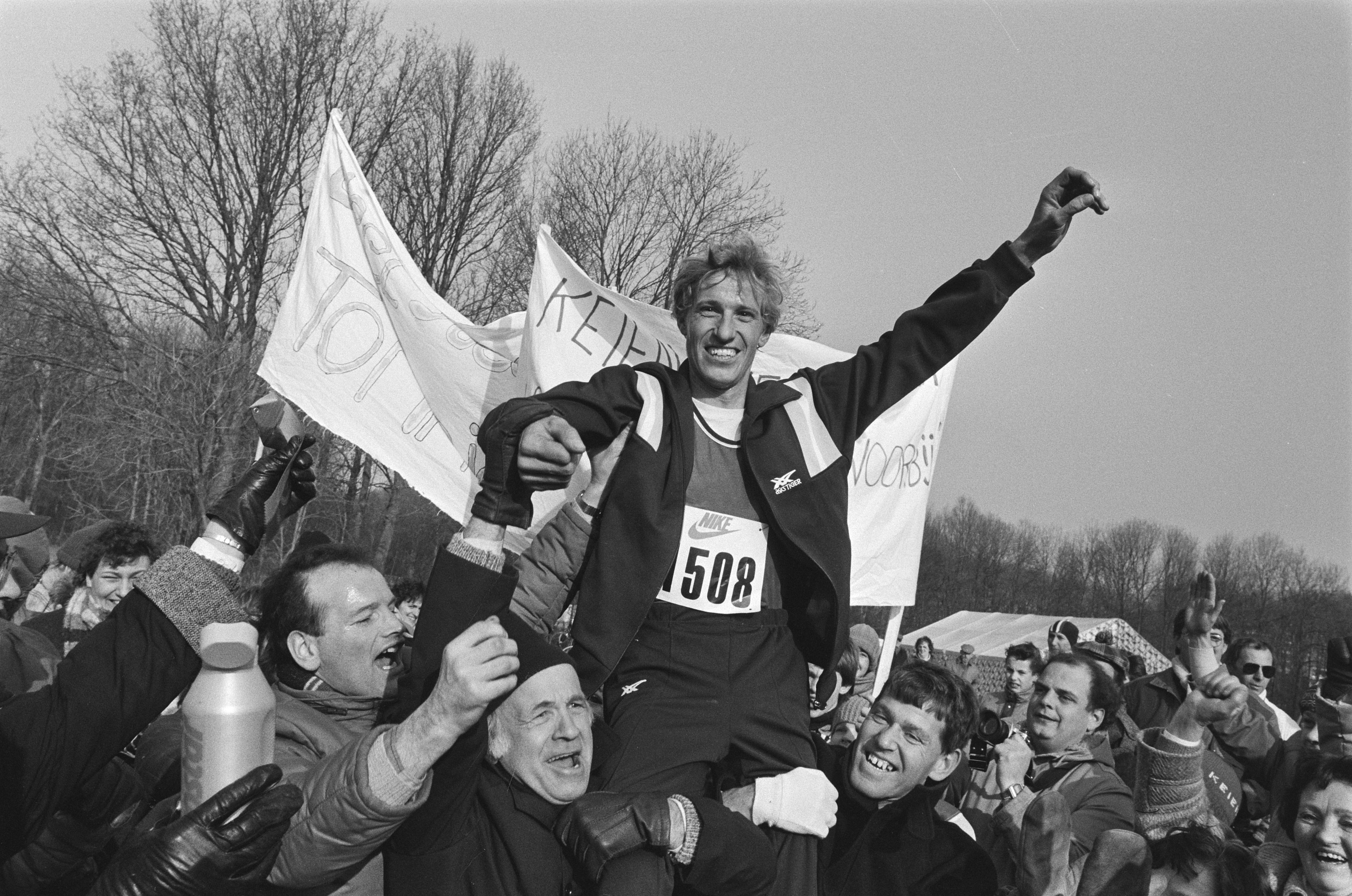
Tonnie Dirks beendete das Rennen nicht

Bedingungen: sonnig / ca. 27 °C
| Zwischenzeiten      | Zwischenzeiten | Zwischenzeiten                                             | Zwischenzeiten |
| Zwischenzeit- Marke | Zwischenzeit   | Führende(r)                                                | 5-km-Zeit      |
| ------------------- | -------------- | ---------------------------------------------------------- | -------------- |
| 5 km                | 16:03 min      | Hwang Young-cho mit großer Gruppe                          | 16:03 min      |
| 10 km               | 31:59 min      | Hwang Young-cho mit großer Gruppe                          | 15:56 min      |
| 15 km               | 48:18 min      | Karel David mit großer Gruppe                              | 16:19 min      |
| 20 km               | 1:04:00 h00    | Salah Qoqaiche mit großer Gruppe                           | 15:42 min      |
| 25 km               | 1:19:22 h00    | Salvatore Bettiol mit großer Gruppe                        | 15:22 min      |
| 30 km               | 1:34:42 h00    | Kim Wan-ki, Hwang Young-cho, Morishita, Nakayama, Freigang | 15:20 min      |
| 35 km               | 1:50:02 h00    | Hwang Young-cho, Freigang, Morishita                       | 15:20 min      |
| 40 km               | 2:06:33 h00    | Hwang Young-cho, Kōichi Morishita                          | 16:31 min      |

| Platz | Athlet                | Land                         | Zeit (h) |
| ----- | --------------------- | ---------------------------- | -------- |
|       | Hwang Young-cho       | Südkorea                     | 2:13:23  |
|       | Kōichi Morishita      | Japan                        | 2:13:45  |
|       | Stephan Freigang      | Deutschland                  | 2:14:00  |
| 04    | Takeyuki Nakayama     | Japan                        | 2:14:02  |
| 05    | Salvatore Bettiol     | Italien                      | 2:14:15  |
| 06    | Salah Qoqaiche        | Marokko                      | 2:14:25  |
| 07    | Jan Huruk             | Polen                        | 2:14:32  |
| 08    | Hiromi Taniguchi      | Japan                        | 2:14:42  |
| 09    | Diego García          | Spanien                      | 2:14:56  |
| 10    | Kim Jae-ryong         | Südkorea                     | 2:15:01  |
| 11    | Harri Hänninen        | Finnland                     | 2:15:19  |
| 12    | Steve Spence          | USA                          | 2:15:21  |
| 13    | Edward Eyestone       | USA                          | 2:15:23  |
| 14    | Boniface Merande      | Kenia                        | 2:15:46  |
| 15    | Bert van Vlaanderen   | Niederlande                  | 2:15:47  |
| 16    | Rex Wilson            | Neuseeland                   | 2:15:51  |
| 17    | Bob Kempainen         | USA                          | 2:15:53  |
| 18    | Rodrigo Gavela        | Spanien                      | 2:16:23  |
| 19    | Karel David           | Tschechoslowakei             | 2:16:34  |
| 20    | Leszek Bebło          | Polen                        | 2:16:38  |
| 21    | Wiesław Perszke       | Polen                        | 2:16:38  |
| 22    | Jakow Tolstikow       | Vereintes Team               | 2:17:04  |
| 23    | Tena Megere           | Äthiopien                    | 2:17:07  |
| 24    | Osmiro Silva          | Brasilien                    | 2:17:16  |
| 25    | Abel Mokibe           | Südafrika                    | 2:17:24  |
| 26    | Robert de Castella    | Australien                   | 2:17:44  |
| 27    | Steve Brace           | Großbritannien               | 2:17:49  |
| 28    | Kim Wan-ki            | Südkorea                     | 2:18:32  |
| 29    | Isidro Rico           | Mexiko                       | 2:18:52  |
| 30    | Ahmed Salah           | Dschibuti                    | 2:19:04  |
| 31    | Dominique Chauvelier  | Frankreich                   | 2:19:09  |
| 32    | José Esteban Montiel  | Spanien                      | 2:19:15  |
| 33    | Thabiso Paul Moqhali  | Lesotho                      | 2:19:28  |
| 34    | Juma Ikangaa          | Tansania                     | 2:19:34  |
| 35    | Derek Froude          | Neuseeland                   | 2:19:37  |
| 36    | Douglas Wakiihuri     | Kenia                        | 2:19:38  |
| 37    | Ibrahim Hussein       | Kenia                        | 2:19:49  |
| 38    | Gyula Borka           | Ungarn                       | 2:20:46  |
| 39    | Dave Long             | Großbritannien               | 2:20:51  |
| 40    | Mirko Vindiš          | Slowenien                    | 2:21:03  |
| 41    | Paul Davies-Hale      | Großbritannien               | 2:21:15  |
| 42    | Elphas Gimindaza      | Swasiland                    | 2:21:15  |
| 43    | Rolando Vera          | Ecuador                      | 2:21:30  |
| 44    | Alessio Faustini      | Italien                      | 2:21:37  |
| 45    | Luis Soares           | Frankreich                   | 2:21:57  |
| 46    | Paul Kuété            | Kamerun                      | 2:22:43  |
| 47    | Helmut Schmuck        | Österreich                   | 2:23:38  |
| 48    | Steve Moneghetti      | Australien                   | 2:23:42  |
| 49    | Konrad Dobler         | Deutschland                  | 2:23:44  |
| 50    | Ralombo Mwenze        | Zaire                        | 2:23:47  |
| 51    | John Treacy           | Irland                       | 2:24:11  |
| 52    | Herman Suizo          | Philippinen                  | 2:25:18  |
| 53    | Peter Reynierse       | Aruba                        | 2:25:31  |
| 54    | Nelson Zamora         | Uruguay                      | 2:25:32  |
| 55    | Daniel Böltz          | Schweiz                      | 2:25:50  |
| 56    | Joslelldo da Silva    | Brasilien                    | 2:26:00  |
| 57    | Juan Camacho          | Bolivien                     | 2:26:01  |
| 58    | Cephas Matafi         | Simbabwe                     | 2:26:17  |
| 59    | Mohamed Selmi         | Algerien                     | 2:26:56  |
| 60    | Ildephonse Sehirwa    | Ruanda                       | 2:27:44  |
| 61    | Zerehune Gitaw        | Äthiopien                    | 2:28:25  |
| 62    | Jaime Ojeda           | Chile                        | 2:28:39  |
| 63    | Smartex Tambala       | Malawi                       | 2:29:02  |
| 64    | Pascal Zilliox        | Frankreich                   | 2:30:02  |
| 65    | Luis López            | Costa Rica                   | 2:30:26  |
| 66    | Gian Luigi Macina     | San Marino                   | 2:30:45  |
| 67    | Abdou Manzo           | Niger                        | 2:31:15  |
| 68    | Roland Wille          | Liechtenstein                | 2:31:32  |
| 69    | Frank Kayele          | Namibia                      | 2:31:41  |
| 70    | Hari Bahadur Rokaya   | Nepal                        | 2:32:26  |
| 71    | Kuruppu Karunaratne   | Sri Lanka                    | 2:32:26  |
| 72    | Tommy Hughes          | Irland                       | 2:32:55  |
| 73    | William Aguirre       | Nicaragua                    | 2:34:18  |
| 74    | Ferdinand Amadi       | Zentralafrikanische Republik | 2:35:39  |
| 75    | Mohamed Khamis Taher  | Libyen                       | 2:35:46  |
| 76    | Dieudonné LaMothe     | Haiti                        | 2:36:11  |
| 77    | Myint Kan             | Myanmar                      | 2:37:39  |
| 78    | Calvin Dallas         | Amerikanische Jungferninseln | 2:38:11  |
| 79    | Saad Mubarak Ali      | Bahrain                      | 2:39:19  |
| 80    | Ryu Ok-hyon           | Nordkorea                    | 2:40:51  |
| 81    | Alain Razahasoa       | Madagaskar                   | 2:41:41  |
| 82    | Michael Lopeyok       | Uganda                       | 2:42:54  |
| 83    | Benjamin Keleketu     | Botswana                     | 2:45:57  |
| 84    | Moussa El-Hariri      | Syrien                       | 2:47:06  |
| 85    | Lưu Văn Hùng          | Vietnam                      | 2:56:42  |
| 86    | Hussein Haleem        | Malediven                    | 3:04:16  |
| 87    | Pyambuugiin Tuul      | Mongolei                     | 4:00:44  |
| DNF   | Apolinario Belisle    | Honduras                     |          |
| DNF   | Abebe Mekonnen        | Äthiopien                    |          |
| DNF   | Binesh Prasad         | Fidschi                      |          |
| DNF   | Peter Maher           | Kanada                       |          |
| DNF   | Diamantino dos Santos | Brasilien                    |          |
| DNF   | Luketz Swartbooi      | Namibia                      |          |
| DNF   | John Burra            | Tansania                     |          |
| DNF   | Dionicio Cerón        | Mexiko                       |          |
| DNF   | Jorge González        | Puerto Rico                  |          |
| DNF   | António Pinto         | Portugal                     |          |
| DNF   | Gelindo Bordin        | Italien                      |          |
| DNF   | Carlos Risales        | Kolumbien                    |          |
| DNF   | Ignacio Alberto Cuba  | Kuba                         |          |
| DNF   | Talan Omar Abdillahi  | Dschibuti                    |          |
| DNF   | Csaba Szűcs           | Ungarn                       |          |
| DNF   | Andy Ronan            | Irland                       |          |
| DNF   | Mohamed Ould Khalifa  | Mauretanien                  |          |
| DNF   | Tonnie Dirks          | Niederlande                  |          |
| DNF   | Dionísio Castro       | Portugal                     |          |
| DNF   | Joaquim Pinheiro      | Portugal                     |          |
| DNF   | Jan Tau               | Südafrika                    |          |
| DNF   | Zithulele Sinqe       | Südafrika                    |          |
| DNF   | Simon Robert Naali    | Tansania                     |          |
| DNF   | Salvador García       | Mexiko                       |          |
| DNF   | Vladimir Bukhanov     | Vereintes Team               |          |

Das Rennen hatte keinen eigentlichen Favoriten, auch wenn der italienische Olympiasieger von 1988 Gelindo Bordin dabei war. Er hatte nicht mehr die starke Form seiner Spitzenjahre von 1986 bis 1990. Schon bei den Weltmeisterschaften im Vorjahr hatte er „nur“ noch den achten Platz belegen können. So ging es hier in Barcelona in ein offenes Rennen.
Das Rennen begann in gemäßigtem Tempo, das Teilnehmerfeld blieb lange Zeit eng zusammen. Nach dem fünfzehnten Kilometer wurde es allerdings schneller. Bei Kilometer zwanzig lagen immer noch rund dreißig Läufer an der Spitze. Bordin musste wegen einer Leistenverletzung das Rennen aufgeben. Nun zog sich das Feld ein wenig auseinander. Nach dreißig Kilometern hatte sich eine fünfköpfige Spitzengruppe gebildet. Die Koreaner Hwang Young-cho und Kim Wan-ki sowie die Japaner Kōichi Morishita und Takeyuki Nakayama und der Deutsche Stephan Freigang hatten sich absetzen können. Nachdem Kim dem Tempo nicht mehr folgen konnte, setzten sich Hwang und Morishita nach vorne ab. Auch Freigang konnte zunächst noch folgen, musste jedoch nach kurzer Zeit abreißen lassen und etwas später lief er das letzte Stück zum Stadion gemeinsam mit Nakayama. Hwang Young-cho wurde kurz vor Erreichen des Stadions nach einer kämpferischen Auseinandersetzung auch seinen letzten Verfolger noch los. Er kam als Erster ins Olympiastadion und lief die letzte Runde jubelnd zum Sieg. 22 Sekunden später überquerte Kōichi Morishita die Ziellinie und gewann Silber. Zwischen Freigang und Nakayama entbrannte ein Kampf um die Bronzemedaille. Die beiden hatten das Stadion gleichauf erreicht. Auf der Schlussrunde machte Stephan Freigang die größeren Reserven frei und erreichte das Ziel gerade einmal zwei Sekunden vor Takeyuki Nakayama. Auch nur dreizehn Sekunden später kam der Italiener Salvatore Bettiol als Fünfter ins Ziel, zehn Sekunden dahinter wurde der Marokkaner Salah Qoqaiche Olympiasechster. Die weiteren Abstände waren ebenfalls knapp.
Der Marathonlauf der Männer war die letzte Medaillenentscheidung dieser Olympischen Spiele. Direkt im Anschluss wurde um 21.15 Uhr die Schlussfeier begonnen. Die Läufer, die mehr als 2:45 h benötigten, wurden umgeleitet. Ihr Ziel befand sich auf der Aufwärmanlage außerhalb des Olympiastadions.
Hwang Young-cho war der erste Olympiasieger im Marathonlauf für Südkorea. Sein Landsmann Sohn Kee-chung, Sieger von 1936 unter dem aufgezwungenen Namen Son Kitei, hatte zwangsweise für Japan starten müssen.

## Videolinks
- Barcelona 1992 Olympic Marathon, Marathon Week, youtube.com, abgerufen am 17. Dezember 2021
- 1992 Barcelona Olympics Men's Marathon (Spanish), youtube.com, abgerufen am 8. Februar 2018